# هانسيب
هانسيب (بالإندونيسية: Hansip) تترجم حرفيًا باسم الدفاع المدني (بالإندونيسية: Pertahanan Sipil) كان نوعًا من أنواع ضباط الأمن المحليين في القرى الإدارية في إندونيسيا. بناءً على المرسوم الرئاسي رقم 55/1972 تعتبر هانسيب جزءًا من عنصر الدفاع والأمن في نظام الدفاع والأمن الشامل. تم حل قوات هانسيب في عام 2014 بموجب اللائحة الرئاسية رقم 88 عام 2014. أحد الاعتبارات المتعلقة بمثل هذا التراجع هو وفقًا للوائح الحكومية رقم 6/2010، حيث تتم بالفعل مهمة ووظيفة هانسيب من قبل الشرطة البلدية المعروفة محليًا باسم ساتبول.

## الوصف
يهدف تطوير إمكانات الناس لصالح الدفاع والأمن إلى إشراك الناس بطريقة منظمة ومنتظمة في الدفاع عن الأمن القومي وذلك لتحقيق شكل من أشكال الدفاع عن الأمن القومي على أساس إمكانات القرى والمقاطعات. ثم جمع إمكانات العاملين في الدفاع المدني ومقاومة أمن الشعب، وكذلك توفير التدريب على المهارات المتعلقة بواجبات الواجب والإعداد.
قدم الجيش تدريبات لقوات هانسيب وزودهم بالأسلحة. تم تشكيل قوات في كل قرية، مع أعضاء معينين من المجتمع. يعتمد نظام الدفاع والأمن الوطني الإندونيسي على مبدأ «الدفاع والأمن الشاملين» مما يعني أن القوات المسلحة والشعب الإندونيسي ككل يتحملان نفس القدر من المسؤولية عن الحفاظ على الأمن والدفاع الوطنيين. منظمات الدفاع المدني (هانسيب) مسؤولة عن المسائل المتعلقة بالأمن والنظام ويجب أن تساعد سكان الأرياف والقرى في حالات الطوارئ. هانسيب تقع تحت إشراف حاكم الحكومة الإقليمية.

## في بالي
تعمل هانسيب بالتنسيق مع مجموعات أخرى هما: الشرطة الوطنية الاندونيسية وبيكالانغ (في حالة مقاطعة بالي)، حيث يتم إعادة توجيه الأخيرة للشرطة الإضافية للأحداث الكبيرة من المهام الأكثر دقّة مثل اتجاه حركة المرور.